# Tschesmensker Palais

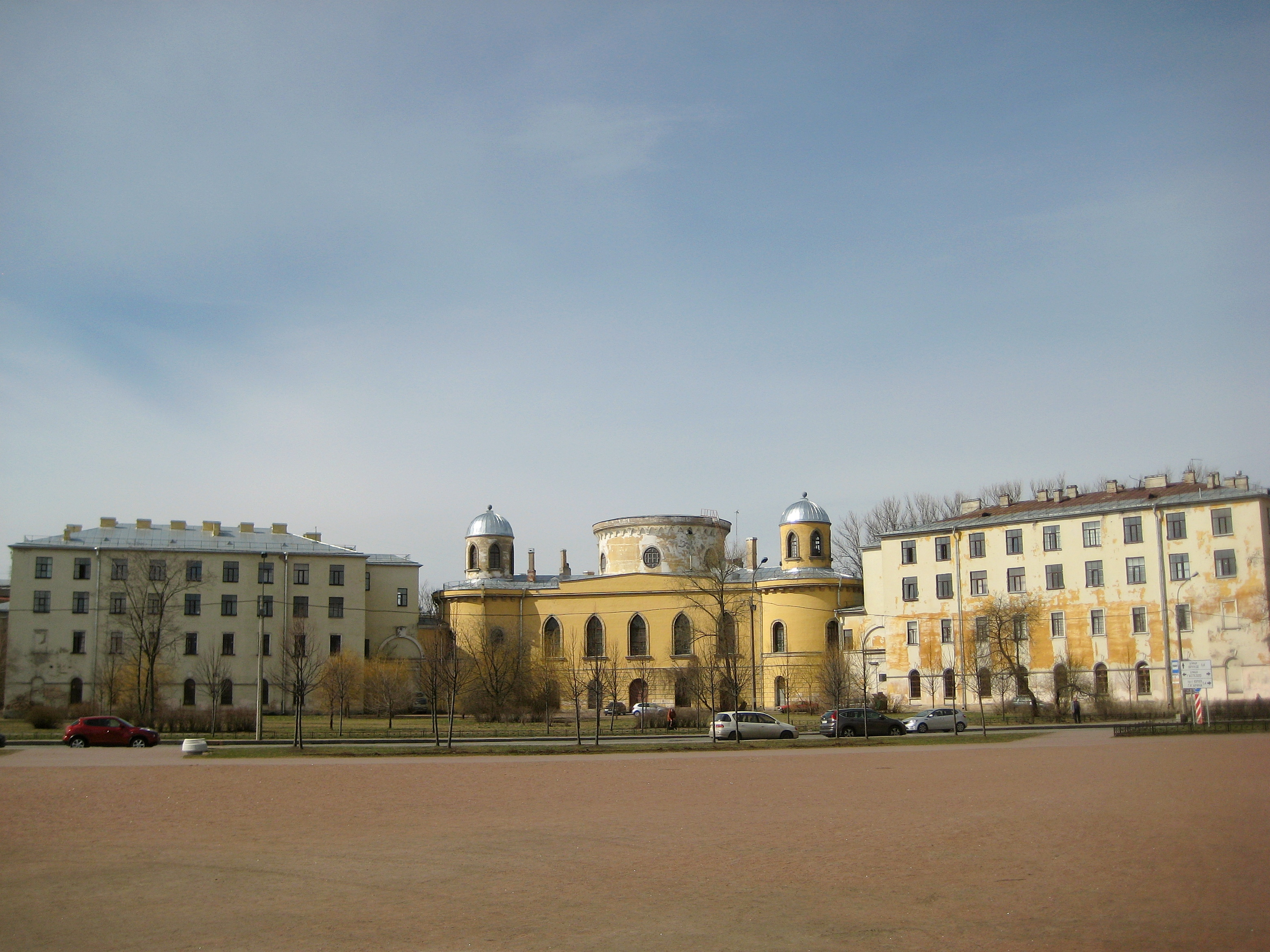
Tschesmensker Palais

Das Tschesmensker Palais (russisch Чесменский дворец, Tschesmenski dworez) im neugotischen Stil am Rande St. Petersburgs (Uliza Gastello 15) diente als kaiserliches Reiseschloss an der Straße nach Zarskoje Selo (jetzt Moskowski-Prospekt). Zusammen mit der benachbarten Tschesmensker Kirche bildet es ein einzigartiges Architekturensemble. Der Name erinnert an den russischen Sieg in der Seeschlacht von Çeşme.

## Geschichte

Grundriss des Tschesmensker Palais

Auf sumpfigen Gelände wurde 1717 die Straße nach Zarskoje Selo angelegt. 1774 ordnete Katharina II. dort den Bau eines Reiseschlosses an, um auf der Fahrt in die Sommerresidenz ausruhen zu können. Den Auftrag dazu erhielt der Hofarchitekt Georg Friedrich Veldten, der den Bau zusammen mit dem der benachbarten Tschesmensker Kirche 1777 abschloss. Vorbilder waren offenbar das von dem Architekten John Thorpe erbaute Longford Castle und das Inveraray Castle. Im zentralen runden Saal richtete der Bildhauer Fedot Schubin eine Porträtgalerie der russischen Großfürsten und Zaren von Rjurik bis Elisabeth ein. Das Palais wurde zunächst als Kekerikeksinsker Palais bezeichnet (nach dem finnischen Wort für Froschsumpf), bis es 1780 zur Feier des 10. Jahrestages des Sieges in der Seeschlacht von Çeşme den Namen Tschesmensker Palais erhielt. Bereits 1770 hatte Katharina II. das cremefarbige Fayence-Service mit dem grünen Frosch für das Tschesmensker Palais bei Josiah Wedgwood in Auftrag gegeben.

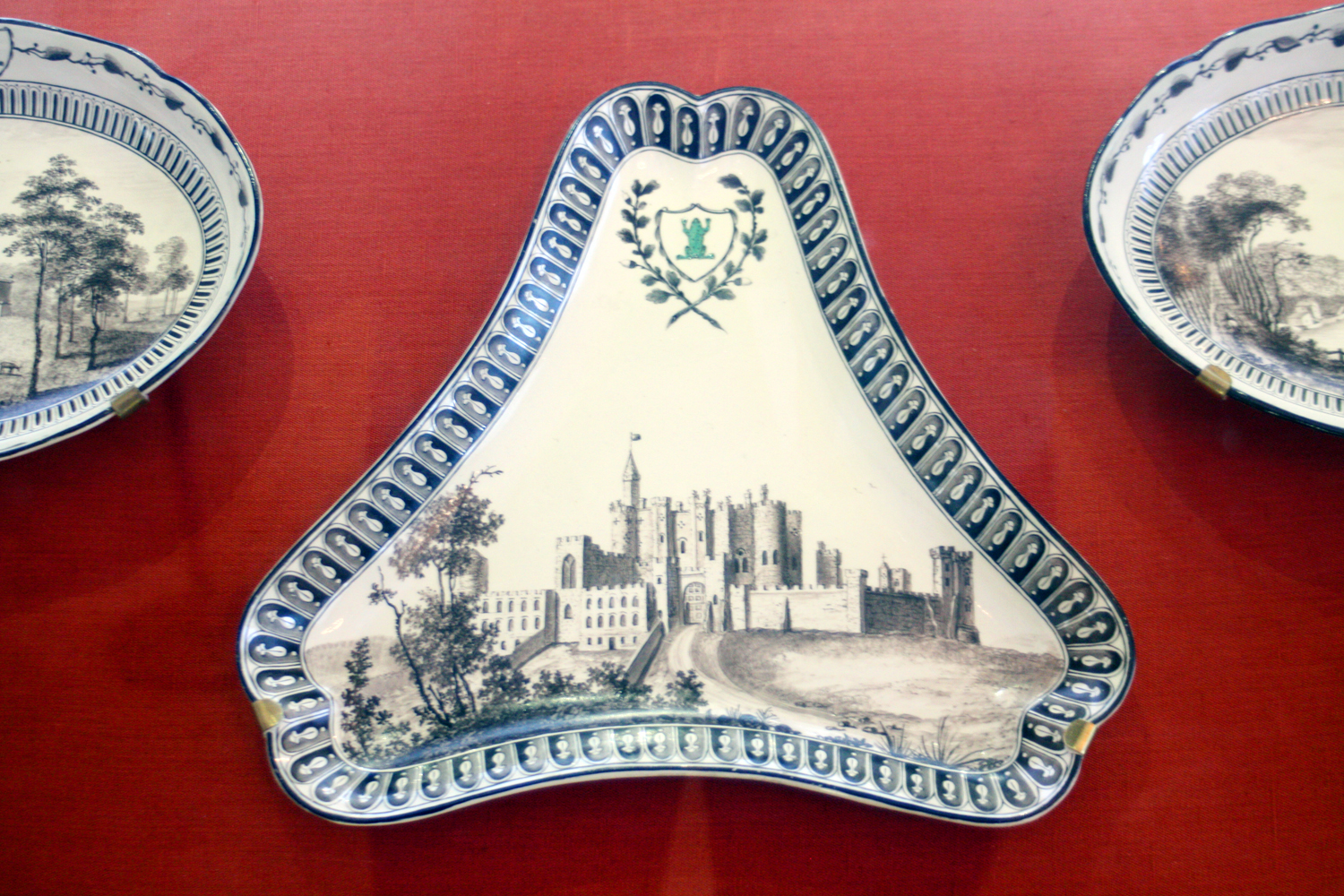
Teller des Wedgwood-Service mit dem grünen Frosch

Katharina II. weilte oft im Tschesmensker Palais. Den runden Saal in der zweiten Etage benutzten die Ritter des Ordens des Heiligen Georg für ihre Treffen mit der Kaiserin. Hier wurden mit dem höchsten russischen Militärorden Michail Kutusow, Alexander Suworow und andere ausgezeichnet.
Nach dem Tode Katharinas II. wurde das Tschesmensker Palais nicht mehr benutzt, da ihr Nachfolger Paul I. nicht mehr in Zarskoje Selo, sondern in Gattschina residierte. Paul I. wollte das Palais als Armen- und Krankenhaus benutzen lassen. 1799 stellte eine Sonderkommission fest, dass das Palais für die Einrichtung eines Hospitals des Malteserordens ungeeignet sei. Die Tschesmensker Kirche war im Winter zu kalt für Gottesdienste. Daher wurde im Dezember 1811 im Tschesmensker Palais im Erdgeschoss des Ostturms eine warme Winterkirche eingerichtet mit Kirchengerät und der Reise-Ikonostase Alexeis I. aus der St. Petersburger Eremitage. Nach dem französischen Russlandfeldzug 1812 begannen die Arbeiten zur Nutzung des Tschesmensker Palais für invalide Veteranen. 1815 eröffnete Nikolaus I. dort ein Armenhaus, das dann nach ihm benannt wurde. 1831–1836 baute der Architekt Alexander Staubert zweigeschossige Flügel an die Türme an, und die Winterkirche wurde in den runden Saal in der zweiten Etage verlegt. Die Türme erhielten Kuppeldächer. 1834 wurde der wilde Wald vor dem Palais zu einem Erholungspark umgestaltet.
Das Armenhaus wurde erst 1919 geschlossen. Danach diente das Gebäude als Konzentrationslager, bekannt als Tschesmenka. In den 1930er Jahren beherbergte das Tschesmensker Palais das Autoverkehrsinstitut. 1941 zog das Leningrader Institut für Luftfahrtapparatebau ein. Während des Deutsch-Sowjetischen Krieges und der Leningrader Blockade litten das Tschesmensker Palais und die Tschesmensker Kirche sehr. In dem 1946 restaurierten Palais wurde die Staatliche Universität für Luft- und Raumfahrtapparatebau untergebracht.